# Руперт Вајнштабл
Руперт Вајнштабл (Леополдздорф, 20. новембар 1911 — 7. септембар 1953) бивши је аустријски кануиста који се такмичио за репрезентацију Аустрије у 30-им годинама прошлог века. Учествовао је на такмичењима у кануу на Кајак и кану на Летњим олимпијским играма 1936. у Берлину и Светском првенству 1938. у Ваксхолму. На Светском првенству се такмичио као представни Нацистчке Немачке, која је анексирала Аустрију.

## Спортска биографија
Руперт Вајнштабл је 1936. освојио две медаље на Летњим олимпијским играма у Берлину са својом партнетом Карлом Проислом сребрну медаљу у дисциплини Ц-2 на 1,000 м и бронзаном медаљу у дисциплини Ц-2 на 10.000 м.
Године 1938. Вајнштабл и Происл освојили су две медаље на Светским првенству 1938. у Ваксхолму укључујући златну медаљу у дисциплини Ц-2 на 1.000 метара и сребрну у дисциплини Ц-2 на 10.000 метара.